# Joaquim Mendes
Pour les articles homonymes, voir Mendes.
Joaquim Mendes, de son nom complet Joaquim José Pereira Mendes,  est un footballeur et entraîneur portugais né le 16 juillet 1959 à Atalaia do Campo. Il a évolué principalement au poste de gardien de but.

## Biographie

### Joueur
Formé au SL Benfica, Joaquim Mendes a commencé sa carrière dans l'équipe réserve avant de rejoindre l'Académica de Coimbra en 1980, où il a disputé 10 matchs en Primeira Liga. Il a ensuite joué trois saisons remarquables au SC Espinho, accumulant 84 apparitions.
Entre 1984 et 1988, Mendes a porté les couleurs de Portimonense SC, participant à 47 matchs sur plusieurs saisons. Sa carrière l'a également conduit dans d'autres clubs portugais tels que le Varzim SC, le SC Covilhã, le CS Marítimo et SC Olhanense, en première division comme en deuxième division portugaise,.
Il dispute ainsi 122 matchs en première division portugaise durant sa carrière.
Il a terminé sa carrière en jouant pour le SC Lourinhanense (en) et Mealhada en 1994,.

### Entraîneur
Après avoir mis un terme à sa carrière, Mendes s'est tourné vers le rôle d'entraîneur.